# Jürgen Bär
Jürgen Bär (* 1968) ist ein deutscher Vorderasiatischer Archäologe.
Zunächst absolvierte er ein Studium der Vor- und Frühgeschichte, Klassischen Archäologie und Alten Geschichte an der Universität Mainz, dann von 1989 bis 1994 folgte eine Fortsetzung des Studiums in den Fächern Vorderasiatische Archäologie, Altorientalische Philologie und Klassische Archäologie zunächst an der Universität Frankfurt und später an der Universität des Saarlandes. 1998 wurde er an der Universität Halle in Vorderasiatischer Archäologie promoviert und wirkte anschließend am Assur-Projekt der Deutschen Orient-Gesellschaft und des Vorderasiatischen Museums Berlin mit. Seit 1999 ist er mit Unterbrechungen an der Universität Heidelberg tätig, wo er 2010 habilitiert wurde und als Privatdozent tätig ist.
Bär beschäftigt sich im Rahmen der Archäologie mit der Ikonographie altorientalischer Gottheiten, den materiellen Grundlagen antiker Imperien, Krieg und Kriegswesen im Alten Orient, Herrscherdynastien der Spätbronzezeit und der historischen und baugeschichtlichen Entwicklung der Stadt Ur, sowie weiteren Themen zu Kulturen an Euphrat und Tigris.

## Veröffentlichungen
- Frühe Hochkulturen an Euphrat und Tigris. Theiss, Stuttgart 2009, ISBN 978-3-8062-2139-8
- Anthropomorphe Gottheiten in der assyrischen und babylonischen Kunst des 1. Jahrtausends v. Chr. Eine ikonographisch-typologische Analyse. Heidelberg 2007. - noch nicht in Druck
- Die älteren Ischtar-Tempel in Assur. Stratigraphie, Architektur und Funde eines altorientalischen Heiligtums von der zweiten Hälfte des 3. Jahrtausends bis zur Mitte des 2. Jahrtausends v. Chr. sdv, Saarbrücken 2003, ISBN 3-930843-81-1
- Der assyrische Tribut und seine Darstellung. Eine Untersuchung zur imperialen Ideologie im neuassyrischen Reich. ISBN 3-7887-1572-3